# Tremaster mirabilis
Tremaster mirabilis är en sjöstjärneart som beskrevs av Addison Emery Verrill 1880. Tremaster mirabilis ingår i släktet Tremaster och familjen Asterinidae. Utöver nominatformen finns också underarten T. m. novaecaledoniae.